# خان خرغور
خان خرغور (بالفارسية: کاروانسرای خرگور) هو خان تاريخي يعود إلى عصر القاجاريون، ويقع في مقاطعة كرمان.